# Aleksandra Gajewska (ur. 1989)
Aleksandra Małgorzata Gajewska (ur. 22 sierpnia 1989 w Warszawie) – polska działaczka samorządowa i polityczka, posłanka na Sejm IX i X kadencji, od 2023 sekretarz stanu w Ministerstwie Rodziny, Pracy i Polityki Społecznej.

## Życiorys
Uprawiała koszykówkę, była zawodniczką drużyny SKS 12 Warszawa, powołana do reprezentacji Polski na mistrzostwa świata szkół we Wrocławiu (2005). Ukończyła stosunki międzynarodowe i dyplomację publiczną w Collegium Civitas w Warszawie. Zajęła się prowadzeniem własnej firmy z branży reklamowej i szkoleniowej. Została też absolwentką studiów podyplomowych Executive MBA w Collegium Humanum.
Działaczka Stowarzyszenia „Młodzi Demokraci” (objęła funkcję przewodniczącej w Warszawie) i Platformy Obywatelskiej, wybrana na wiceprzewodniczącą PO w Warszawie. W 2010 po raz pierwszy wybrana do Rady m.st. Warszawy. Z powodzeniem ubiegała się o reelekcję w 2014 oraz w 2018, gdy uzyskała najlepszy indywidualny wynik w mieście (i najwyższy w Polsce wynik w wyborach do rad miejskich). W 2019 została wiceprzewodniczącą tego gremium.
W wyborach w 2019 uzyskała mandat posłanki na Sejm IX kadencji, kandydując z ostatniego miejsca na liście Koalicji Obywatelskiej w okręgu warszawskim i otrzymując 10 228 głosów. W Sejmie zasiadła w Komisji Ochrony Środowiska, Zasobów Naturalnych i Leśnictwa oraz w Komisji Polityki Społecznej i Rodziny. Zainicjowała powołanie i została przewodniczącą Parlamentarnego Zespołu ds. m.st. Warszawy. W wyborach parlamentarnych w 2023, kandydując z trzeciego miejsca w tym samym okręgu, z powodzeniem ubiegała się o reelekcję, uzyskując 49 428 głosów (drugi wynik spośród kandydatów KO w okręgu). W Sejmie X kadencji została wiceprzewodniczącą Komisji Spraw Zagranicznych oraz ponownie członkinią Komisji Polityki Społecznej i Rodziny. W grudniu 2023 została powołana na stanowisko sekretarza stanu w Ministerstwie Rodziny, Pracy i Polityki Społecznej.

## Życie prywatne
Związana z dziennikarzem Maciejem Cnotą, z którym ma syna Aleksandra (ur. 2019).

## Wyniki wyborcze
| Wybory | Komitet wyborczy | Komitet wyborczy      | Organ               | Okręg          | Wynik           |
| ------ | ---------------- | --------------------- | ------------------- | -------------- | --------------- |
| 2010   |                  | Platforma Obywatelska | Rada m.st. Warszawy | nr 6           | 2594 (5,18%)    |
| 2014   | 3712 (7,15%)     | Platforma Obywatelska | Rada m.st. Warszawy | nr 6           |                 |
| 2018   |                  | Koalicja Obywatelska  | Rada m.st. Warszawy | nr 8           | 32 568 (32,60%) |
| 2019   | Sejm IX kadencji | Koalicja Obywatelska  | nr 19               | 10 228 (0,74%) |                 |
| 2023   | Sejm X kadencji  | Koalicja Obywatelska  | nr 19               | 49 428 (2,88%) |                 |